# Belenois antsianaka
Belenois antsianaka är en fjärilsart som först beskrevs av Ward 1870.  Belenois antsianaka ingår i släktet Belenois och familjen vitfjärilar.
Artens utbredningsområde är Madagaskar. Inga underarter finns listade i Catalogue of Life.